# Cyperus capitatus
Lo zigolo delle spiagge (Cyperus capitatus Vand.) è una pianta della famiglia delle Cyperaceae, diffuso sulle coste del mar Mediterraneo.

## Descrizione

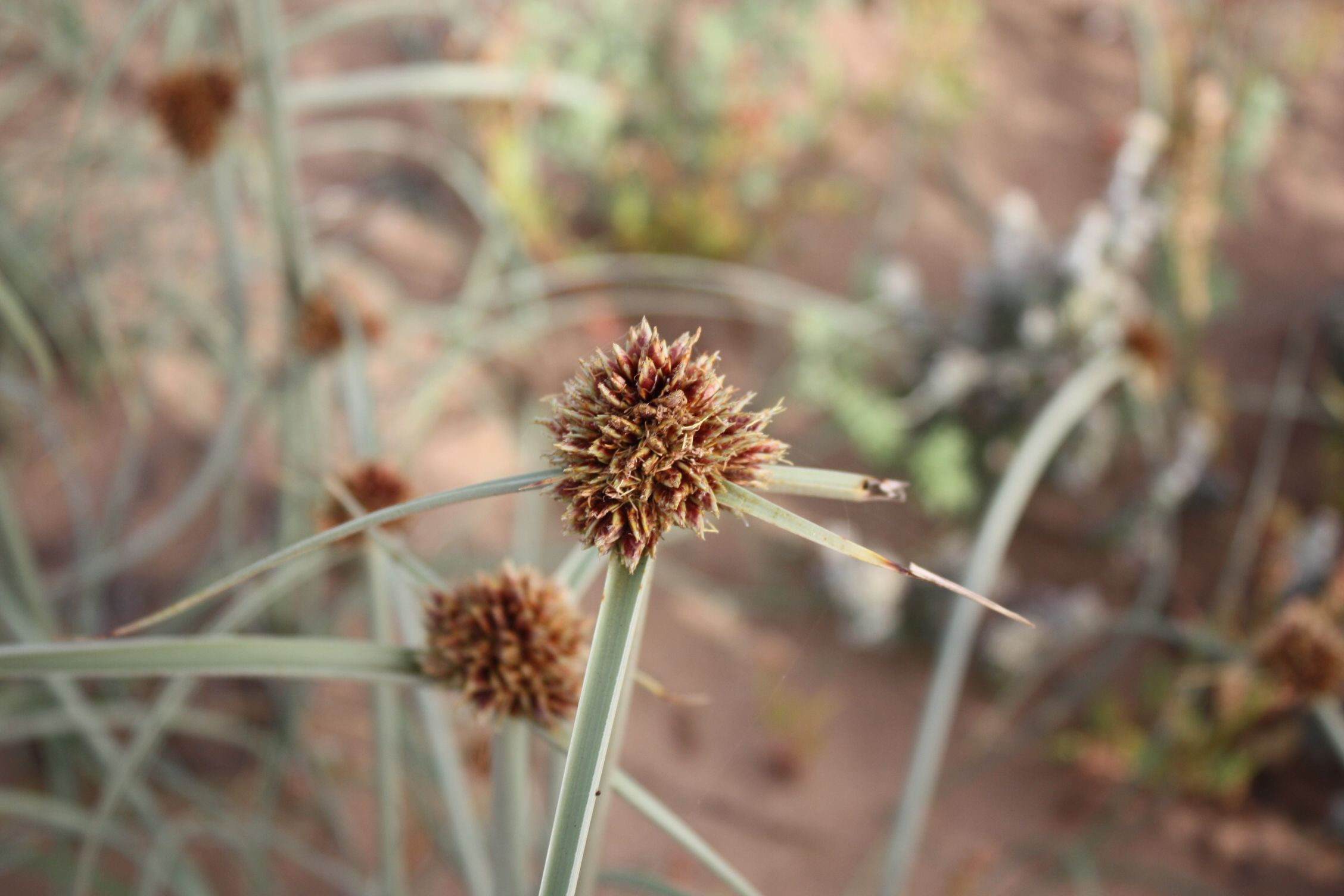
Capolino

È una pianta erbacea perenne, con fusti cilindrici alti sino a 50 cm, che originano da rizomi profondi ed estesi.

Le foglie, alterne, lineari, sono larghe 2–6 mm e lunghe spesso più del fusto.

L'infiorescenza è un capolino subsferico terminale, del diametro di 2–3 cm, composto da spighette bruno-rossastre, con 3-6 grandi brattee lunghe 3–12 cm.
 
Il frutto è un achenio, coriaceo, indeiscente.

## Distribuzione e habitat
Specie con distribuzione steno-mediterranea.
Popola i litorali sabbiosi, sopporta molto bene la salsedine e svolge, con le sue profonde radici, una funzione di consolidamento delle dune.